# John Two-Hawks
John Two-Hawks ist ein US-amerikanischer Musiker. Two-Hawks ist seit den frühen 1990er Jahren musikalisch aktiv und gibt regelmäßig Konzerte. Er singt und spielt darüber hinaus mehrere Instrumente. Besonders bekannt ist er für seine indianische Doppelflöte. Er hat 14 CDs und eine DVD produziert. Außerdem hat John Two-Hawks vier Bücher über indianische Weisheiten verfasst, von denen drei jeweils zusammen mit einer seiner CDs erschienen sind. Oft nimmt er an Schulen und Universitäten an Vorträgen über indianische Geschichte und Kultur teil. Er ist jedoch kein offizielles Mitglied eines Indianerstammes.
John Two-Hawks begleitet mit seiner Doppelflöte und seiner Stimme den Song Creek Mary’s Blood auf dem Nightwish-Album Once. Außerdem erscheint er auf Nightwishs DVD End of an Era, einer Aufnahme des Konzerts in Helsinki vom 21. Oktober 2005. Dort spielte er seinen Song Stone People aus seinem Album Honor als Einleitung für Creek Mary’s Blood, das er anschließend zusammen mit der Band – damals noch mit Sängerin Tarja Turunen – sang. Im Jahr 2007 spielte er erneut auf zwei Konzerten in San Antonio und Dallas zusammen mit Nightwish. Nightwish spielen diesen Song niemals ohne John Two-Hawks live während eines Konzertes.
Momentan lebt John Two-Hawks in Arkansas, USA.

## Diskografie
- Red and Blue Days (Datum unbekannt)
- Voices (Juni 2000)
- Good Medicine (März 2001) – zu dieser CD gibt es ein Buch mit indianischen Weisheiten
- Traditions (September 2001) – in Zusammenarbeit mit Seamus Byrne
- Heal (Juli 2002)
- Peace on Earth (November 2003) – ein Weihnachtsalbum
- Honor (März 2004)
- Wild Eagles DVD (2004) – Teil der Cedar Lake Nature DVD series
- Signature Series 2-CD-Set (April 2005)
- How Not To Catch Fish and Other Adventures of Iktomi (Juni 2005) – ein Kinderbuch von Joseph M. Marshall III, das eine CD von John Two-Hawks enthält.
- Beauty Music (2006) – mit Seamus Byrne und Sir Charles Hammer
- Come to the Fire (April 2006) – zu dieser CD gibt es ein Buch mit indianischen Weisheiten
- Touch the Wind (2006) – mit Bastiaan Pot
- Cedar Dreams (Juli 2007)
- Elk Dreamer (März 2008)
- of dirt and dreams (September 2008) - The Badlanders with Van Adams
- Wind Songs (2009)